# Operencia
Operencia (auch Operenzia) ist der Name eines phantastischen Reiches aus der ungarischen Märchen- und Sagenwelt.

## Erzählungen
Es grenzt, je nach Erzähltradition, an Indien, an das Land der Talianen (Italien), an das Franzia-Land (Frankreich), manchmal ans Meer oder gar ans das Ende der Welt. Jedenfalls muss ein Wanderer die „Zuckerhutberge“ entweder passieren oder umgehen. Angekommen erwartet ihn stets Außerordentliches: Pilze sind dort etwa so groß wie Bauernhüte und Äpfel wie Kinderköpfe. Zahlreiche Schlösser stehen  „auf einem einzigen  Entenfuss frei in den luftigen Höhen  und drehen sich lautlos nach der Sonne“. Selbst die Bauern wohnen in Palästen. Eines der Märchen beginnt mit:
Und als in der windschiefen Hütte sich kein einziger Kreuzer, kein noch so winziges Stückchen Brot mehr finden ließ, brach der jüngste Sohn des armen Bauern auf, um sein Glück in der weiten Welt auf die Probe zu stellen. Er wanderte sieben Tage und sieben Nächte hindurch, bis er die Zuckerhut-Berge an der Grenze des Landes Operenzia erblickte. Er dankte Gott, faßte Mut und beschleunigte die Schritte seiner müde gewordenen Stiefel.
Wolle man sommers über die Pässe der Zuckerhutberge in das Land der Talianen reiten, dann nur nachts. Denn die Sonne brennt so heiß, dass selbst der Stahl eines Säbels schmilzt. Habe man in den Bergen Durst, so brauche man jedoch nur eine Wolke auszuwringen. Sehr Acht geben müsse man allerdings, dass die Pferde keinen Stern vom Himmel treten.

## Hintergrund
Das Motiv erschien erstmals Ende des 17. Jahrhunderts. Nach den Türkenkriegen war Ungarn zur völlig verarmten Provinz herabgesunken. Da das Land sonst nichts zu bieten hatte, wurden viele ungarische Bauernburschen zwangsrekrutiert und zu zwanzig Jahren Militärdienst verpflichtet. In Österreich herrschte – für ungarische Verhältnisse – großer Wohlstand. Der Name „Operencia“ selbst ist wohl der alten Bezeichnung Erzherzogtum Österreich ob der Enns – dem heutigen Oberösterreich – entlehnt.
Nahmen die Soldaten nach zwanzig Jahren ihren Abschied (Obschit), kehrten sie in ihre Dörfer zurück. Dort schmückten sie ihre Erlebnisse und Eindrücke allerdings oft sehr märchenhaft-naiv-phantastisch aus. Bezeichnenderweise gibt es in Ungarn die Redewendung „Er lügt wie ein Obschitosch“.

## Etymologie
Zur Wortherkunft gibt es mehrere Theorien. Die gängige und allgemein anerkannte verbindet Óperencia mit dem Ausdruck „(Österreich) ob der Enns“ bzw. „Ober-Enns“, der alten Bezeichnung Oberösterreichs. Óperenciás tenger (d. h., das Meer Oberenziens) bezöge sich demnach auf die Seen des Salzkammerguts. Die Bezeichnung sei von Husaren, die in Oberösterreich stationiert waren und da einen höheren Lebensstandard als in Ungarn vorfanden, in ihre Heimat mitgebracht worden.
Heinrich Kunstmann wartet mit einer anderen, unwahrscheinlicheren, Theorie auf und führt den Begriff Óperencia auf das griechische aperantos (unbegrenzt, unendlich) zurück. Da sich das Wort tenger im Altungarischen nicht auf das Meer allgemein, sondern spezifisch auf das Schwarze Meer bezogen habe, soll es sich bei dem Begriff um eine Reminiszenz an das unendliche (Schwarze) Meer aus einer Zeit handeln, als die Ungarn noch nicht sesshaft waren.

## Sekundärliteratur
Hartmut Heller (Hg.) – Fremdheit im Prozess der Globalisierung – Lit Verlag, Berlin – Hamburg – Münster. 2007 ISBN 3825808696